# Lengkong (Garawangi)
Lengkong is een bestuurslaag in het regentschap Kuningan van de provincie West-Java, Indonesië. Lengkong telt 5934 inwoners (volkstelling 2010).